# Davide Bassi (calciatore)
Davide Bassi (Sarzana, 12 aprile 1985) è un ex calciatore italiano, di ruolo portiere.

## Carriera

### Club

#### Giovanili
Da bambino inizia a giocare in porta, poi in difesa, e infine di nuovo in porta nelle scuole calcio di Spezia e Canaletto Sepor. Successivamente giocherà con Arsenalspezia e Sarzanese prima di passare al Fo.Ce. Vara. Nel gennaio 2000 approda in rossoblù con il Genoa e nella stagione 2001-2002 passa all'Empoli (Allievi Nazionali e Primavera).

#### Massese
Nel 2003-04 passa alla Massese in Serie D con la quale centra la promozione.
La stagione successiva ritrova il posto da titolare dopo due mesi e mezzo di campionato, esordendo tra i professionisti il 28 novembre 2004 in San Marino-Massese (0-0).
Nel campionato 2005-06 difende i pali anche in Serie C1 e con la squadra subisce la retrocessione ai play-out (la Massese verrà in seguito ripescata).
Torna all'Empoli, che gli offre un ruolo di portiere di riserva alle spalle di Daniele Balli.

#### Empoli
Gioca 8 partite nella sua prima stagione in serie A, esordendo il 14 aprile 2007 in Cagliari-Empoli (0-0).
Nella stagione successiva colleziona 17 presenze in campionato e 2 nella prima storica Coppa UEFA del club toscano.
Con la retrocessione in Serie B alla fine della stagione 2007-2008, la società decide di puntare su di lui come portiere titolare in serie cadetta. Diventa così titolare del tentativo di risalita in A, sfiorata e persa ai play-off contro il Brescia.
L'anno successivo è sempre titolare della formazione empolese.

#### Torino
Il 23 luglio 2010 si trasferisce in prestito con diritto di riscatto al Torino.
Il suo esordio ufficiale in maglia granata avviene il 28 agosto 2010, nella partita persa per 2-1 contro il Cittadella, subentrando nel secondo tempo a Davide Morello.
Dopo la trasferta in terra veneta, diviene titolare ma torna a fare la riserva dopo l'arrivo di Rubinho.
Al termine della stagione 2010-2011 torna all'Empoli.

#### Sassuolo
Il 14 luglio 2011 passa in prestito con diritto di riscatto per la comproprietà al Sassuolo, dove è il secondo di Alberto Pomini. Nella stagione 2011-2012 non scende mai in campo, e a fine stagione torna ancora all'Empoli.

#### Atalanta
Il 28 giugno 2015, in scadenza di contratto, passa all'Atalanta, con cui firma un contratto biennale. Esordisce con la formazione orobica il 2 dicembre 2015, subendo tre reti nella partita del quarto turno di Coppa Italia persa per 3-1 sul campo dell'Udinese; successivamente scende nuovamente in campo il 20 dicembre, giocando così la sua prima partita di campionato con gli orobici, nella quale subisce 3 reti contro il Napoli. Nella stagione 2016-2017 non viene mai schierato in campo da Gasperini in partite ufficiali, e nel gennaio del 2017 rescinde il contratto che lo legava ai bergamaschi.

#### Parma
Rimasto svincolato, si è accordato con il Parma con cui ha sottoscritto un contratto il 27 febbraio 2017, risolvendolo il 3 aprile successivo visto il rientro dall'infortunio del titolare Frattali e le regole vigenti relative all'utilizzo dei calciatori over della Lega Pro.

#### Spezia
Nell'estate del 2017 viene ingaggiato dallo Spezia, con cui si legherà fino al 30 giugno 2019.
Nell'aprile del 2022 consegue il diploma da direttore sportivo.

### Nazionale
Nel 2008 prende parte con la Nazionale olimpica al Torneo di Tolone, manifestazione amichevole in preparazione dei Giochi olimpici di Pechino, giocando tre partite su cinque. Il 21 maggio 2008 esordisce in Italia-Costa d'Avorio (2-0), parando anche un rigore nel primo tempo. La squadra olimpica italiana vince il torneo e Bassi riceve il premio di miglior portiere della manifestazione.

## Statistiche

### Presenze e reti nei club
| Stagione        | Squadra         | Campionato      | Campionato | Campionato | Coppe nazionali | Coppe nazionali | Coppe nazionali | Coppe europee | Coppe europee | Coppe europee | Altre coppe | Altre coppe | Altre coppe | Totale | Totale |
| Stagione        | Squadra         | Comp            | Pres       | Reti       | Comp            | Pres            | Reti            | Comp          | Pres          | Reti          | Comp        | Pres        | Reti        | Pres   | Reti   |
| --------------- | --------------- | --------------- | ---------- | ---------- | --------------- | --------------- | --------------- | ------------- | ------------- | ------------- | ----------- | ----------- | ----------- | ------ | ------ |
| 2003-2004       | Massese         | D               | 31+5       | -15 + -8   | CI-D            | 2               | -2              | -             | -             | -             | -           | -           | -           | 38     | -25    |
| 2004-2005       | Massese         | C2              | 23         | -25        | CI-C            | 6               | -5              | -             | -             | -             | -           | -           | -           | 29     | -30    |
| 2005-2006       | Massese         | C1              | 29+2       | -30 + -2   | CI-C            | 1               | -1              | -             | -             | -             | -           | -           | -           | 32     | -33    |
| Totale Massese  | Totale Massese  | Totale Massese  | 83+7       | -70 + -10  |                 | 9               | -8              |               | -             | -             |             | -           | -           | 99     | -88    |
| 2006-2007       | Empoli          | A               | 8          | -12        | CI              | 4               | -4              | -             | -             | -             | -           | -           | -           | 12     | -16    |
| 2007-2008       | Empoli          | A               | 17         | -27        | CI              | 2               | -3              | CU            | 2             | -4            |             | -           | -           | 21     | -34    |
| 2008-2009       | Empoli          | B               | 42+2       | -44 + -4   | CI              | 4               | -2              | -             | -             | -             | -           | -           | -           | 48     | -50    |
| 2009-2010       | Empoli          | B               | 39         | -52        | CI              | 2               | -1              | -             | -             | -             | -           | -           | -           | 41     | -53    |
| 2010-2011       | Torino          | B               | 16         | -17        | CI              | 1               | -3              | -             | -             | -             | -           | -           | -           | 17     | -20    |
| 2011-2012       | Sassuolo        | B               | 0          | 0          | CI              | 0               | 0               | -             | -             | -             | -           | -           | -           | 0      | 0      |
| 2012-2013       | Empoli          | B               | 30+4       | -29 + -4   | CI              | 0               | 0               | -             | -             | -             | -           | -           | -           | 34     | -33    |
| 2013-2014       | Empoli          | B               | 42         | -35        | CI              | 2               | -3              | -             | -             | -             | -           | -           | -           | 44     | -38    |
| 2014-2015       | Empoli          | A               | 7          | -17        | CI              | 2               | -2              | -             | -             | -             | -           | -           | -           | 9      | -19    |
| Totale Empoli   | Totale Empoli   | Totale Empoli   | 185+6      | -216 + -8  |                 | 16              | -15             |               | 2             | -4            |             | -           | -           | 209    | -243   |
| 2015-2016       | Atalanta        | A               | 1          | -3         | CI              | 1               | -3              | -             | -             | -             | -           | -           | -           | 2      | -6     |
| 2016-gen. 2017  | Atalanta        | A               | 0          | 0          | CI              | 0               | 0               | -             | -             | -             | -           | -           | -           | 0      | 0      |
| Totale Atalanta | Totale Atalanta | Totale Atalanta | 1          | -3         |                 | 1               | -3              |               | -             | -             |             | -           | -           | 2      | -6     |
| feb.-apr. 2017  | Parma           | LP              | 4          | -4         | -               | -               | -               | -             | -             | -             | -           | -           | -           | 4      | -4     |
| 2017-2018       | Spezia          | B               | 3          | -3         | CI              | 2               | -2              | -             | -             | -             | -           | -           | -           | 5      | -5     |
| Totale carriera | Totale carriera | Totale carriera | 305        | -331       |                 | 29              | -31             |               | 2             | -4            |             | -           | -           | 336    | -366   |

### Cronologia presenze e reti in nazionale
| Cronologia completa delle presenze e delle reti in nazionale ― Italia olimpica | Cronologia completa delle presenze e delle reti in nazionale ― Italia olimpica | Cronologia completa delle presenze e delle reti in nazionale ― Italia olimpica | Cronologia completa delle presenze e delle reti in nazionale ― Italia olimpica | Cronologia completa delle presenze e delle reti in nazionale ― Italia olimpica | Cronologia completa delle presenze e delle reti in nazionale ― Italia olimpica | Cronologia completa delle presenze e delle reti in nazionale ― Italia olimpica | Cronologia completa delle presenze e delle reti in nazionale ― Italia olimpica |
| Data                                                                           | Città                                                                          | In casa                                                                        | Risultato                                                                      | Ospiti                                                                         | Competizione                                                                   | Reti                                                                           | Note                                                                           |
| ------------------------------------------------------------------------------ | ------------------------------------------------------------------------------ | ------------------------------------------------------------------------------ | ------------------------------------------------------------------------------ | ------------------------------------------------------------------------------ | ------------------------------------------------------------------------------ | ------------------------------------------------------------------------------ | ------------------------------------------------------------------------------ |
| 21-5-2008                                                                      | Tolone                                                                         | Costa d'Avorio olimpica                                                        | 0 – 2                                                                          | Italia olimpica                                                                | Torneo di Tolone 2008 - 1º turno                                               | -                                                                              |                                                                                |
| 27-5-2008                                                                      | Tolone                                                                         | Italia olimpica                                                                | 0 – 0 dts (5 - 4 dcr)                                                          | Giappone olimpica                                                              | Torneo di Tolone 2008 - Semifinale                                             | -                                                                              |                                                                                |
| 29-5-2008                                                                      | Tolone                                                                         | Cile under 23                                                                  | 0 – 1                                                                          | Italia olimpica                                                                | Torneo di Tolone 2008 - Finale                                                 | -                                                                              |                                                                                |
| Totale                                                                         |                                                                                | Presenze                                                                       | 3                                                                              |                                                                                | Reti                                                                           | 0                                                                              |                                                                                |

## Palmarès

### Club
- Scudetto Dilettanti: 1

Massese: 2003-2004
- Serie C2: 1

Massese: 2004-2005

### Nazionale
- Torneo di Tolone: 1

2008

### Individuale
- Miglior portiere del Torneo di Tolone: 1

2008